# 언더월드: 블러드 워
《언더월드: 블러드 워》(Underworld: Blood Wars)는 2017년 개봉한 미국의 영화로, 2012년 영화 《언더월드 4: 어웨이크닝》의 속편이다.

## 출연
- 케이트 베킨세일 : 셀린느 역
- 테오 제임스 : 데이빗 역
- 토비어스 멘지스 : 마리우스 역
- 찰스 댄스 : 토마스 역
- 앨리시아 벨라 베일리 : 세이프하우스 라이칸 역
- 브래들리 제임스 : 바르가 역
- 라라 펄버 : 세미라 역
- 데이지 헤드 : 알렉시아 역
- 제임스 폴크너 : 카시우스 역
- 트렌트 가렛 : 하이브리드 마이클 역
- 올리버 스타크 : 그레고르 역
- 페테르 안데르손 : 비다르 역
- 브라이언 카스피 : 뱀파이어 이사회 역
- 데이빗 보리스 : 그레이 라이칸 역
- 댄 브래드포드 : 블랙 라이칸 역
- 클레멘타인 니콜슨 : 레나 역